# جون مارتن (سياسي بريطاني)
جون مارتن (بالإنجليزية: John Martin)‏ هو عسكري وسياسي بريطاني (وحمل سابقاً جنسية المملكة المتحدة لبريطانيا العظمى وأيرلندا)، ولد في 10 مايو 1918 في المملكة المتحدة، وتوفي في 31 مايو 2011. انتخب Lieutenant Governor of Guernsey ‏ (1974 – 1980).